# أنيكا يوهانسون
أنيكا يوهانسون هي متزحلقة حرة سويدية، ولدت في 4 مارس 1967 في السويد.

## وصلات خارجية
- أنيكا يوهانسون على موقع الاتحاد الدولي للتزلج (التزلج الحر) (الإنجليزية)
- أنيكا يوهانسون على موقع اللجنة الأولمبية الدولية (الإنجليزية)
- أنيكا يوهانسون على موقع أوليمبيديا (الإنجليزية)